# Krzysztof Ibisz

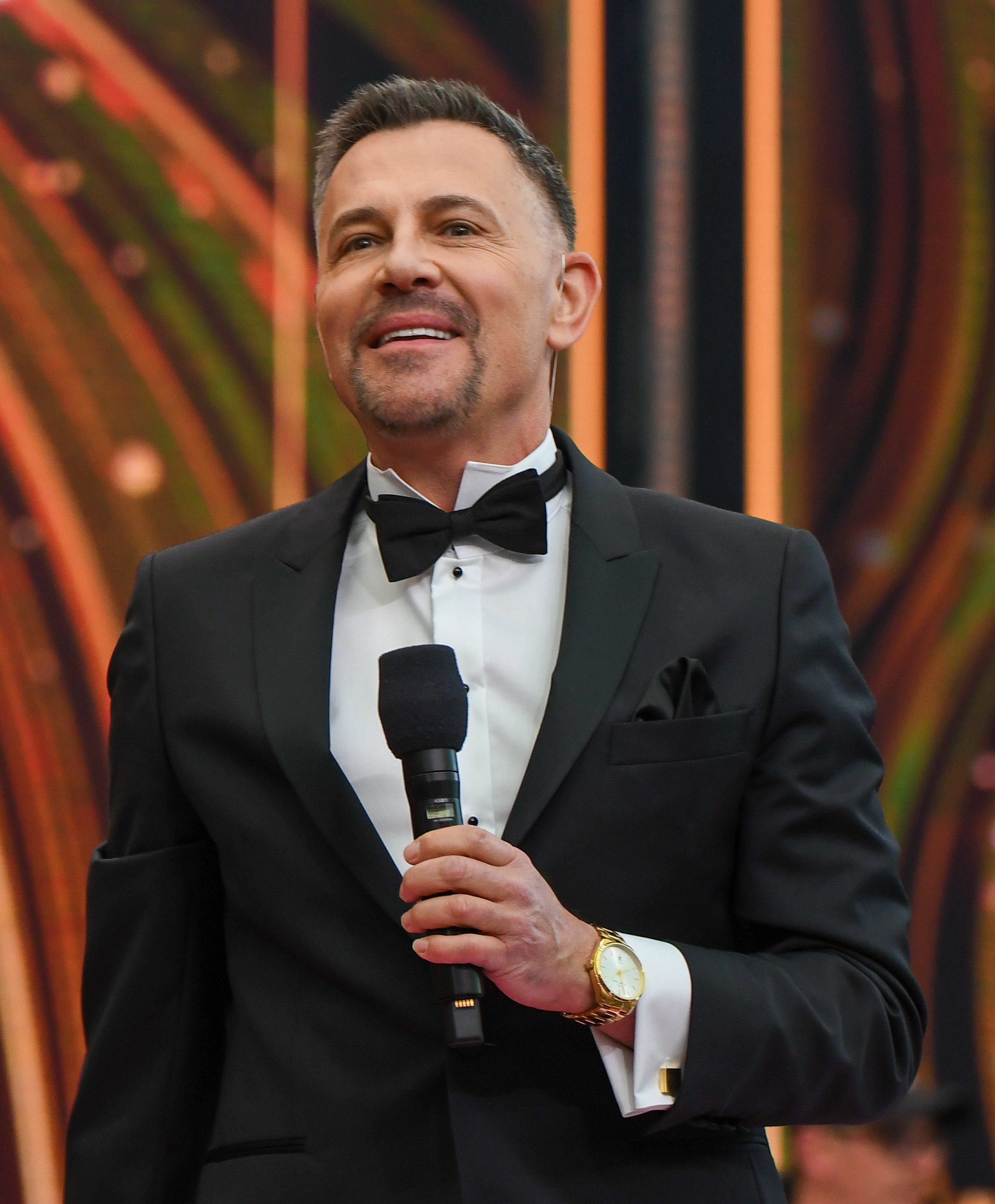
Krzysztof Ibisz (2023)

Krzysztof Ibisz (* 25. Februar 1965 in Warschau) ist ein polnischer Schauspieler, Fernsehmoderator, Journalist und Produzent. Er gehörte von 1991 bis 1993 dem Sejm in dessen I. Wahlperiode an.

## Leben und Beruf
Krzysztof Ibisz wurde in der polnischen Hauptstadt geboren. Nach dem Abitur studierte er bis 1988 an der Staatlichen Hochschule für Film, Fernsehen und Theater in Łódź. 1998 schloss er ein Aufbaustudium am Institut für Journalismus der Universität Warschau ab.
Sein Debüt als Theaterschauspieler gab er in der Rolle des Kesselflickers Tom Snout (polnisch: Ryjek) in William Shakespeares Komödie Ein Sommernachtstraum im Teatr Ochoty in Warschau. Von 1988 bis 1993 war er am Studio-Theater in Warschau engagiert. In den 1990er Jahren begann er, für Telewizja Polska zu arbeiten. Dort moderierte er zunächst die Kindersendung „5-10-15“. Später übernahm er auch andere Formate, wie die Unterhaltungsshow „Czar par“. Er präsentierte auch das Sopot Festival, das Landesfestival des Polnischen Liedes und die Wahl der Miss Polen. Von 1997 bis 2000 war er beim Privatsender TVN tätig, wo er die Formate „Wszystko albo nic“, „Ibisz, gwiazdy, muzyka“, „Ibisekcję“, „Zostań Gwiazdą“ und „Gorączkę złota“ moderierte. 2000 wechselte er zu Polsat, wo er neben Reality-Formate und Game-Shows auch diverse weitere Sendungen präsentierte.
Ibisz ist in dritter Ehe verheiratet – die Schauspielerin Anna Nowak war seine zweite Ehefrau – und Vater von vier Kindern.

## Politik
Ibisz wurde bei der ersten völlig freien Parlamentswahl 1991 auf der Liste der Polska Partia Przyjaciół Piwa (PPPP) in den Sejm gewählt. Innerhalb der PPPP gehörte er zur Gruppierung Małe Piwo (kleines Bier), aus der sich die parlamentarische Gruppe „Spolegliwość“ bildete. Später schloss er sich der Partia Emerytów i Rencistów „Nadzieja” an, deren parlamentarischer Gruppe er bis zum Ende der Wahlperiode angehörte. Anschließend zog er sich aus der Politik zurück.